# سیلاح‌دار علی پاشا
سیلاح‌دار علی پاشا (زاده ۱۶۶۷ – درگذشته ۵ اوت ۱۷۱۶) یک ژنرال و صدراعظم عثمانی بود. لقب او «سیلاح‌دار» به معنای اسلحه‌دار است. علی پاشا به‌دلیل ازدواج با فاطمه سلطان، دختر سلطان مصطفی دوم، به لقب «داماد» دست یافت.
او در ساخت مسجد سیلاح‌دار داماد علی پاشا در استانبول نقش داشت. علی پاشا در زمان خود به‌خاطر اصلاحات نظامی و اداری بسیار مشهور بود.

## زندگی‌نامه
علی پاشا در سال ۱۶۶۷ متولد شد. او در ابتدا به‌عنوان اسلحه‌دار (سیلاح‌دار) در دربار عثمانی خدمت می‌کرد. به‌دلیل شجاعت و لیاقتش، به سرعت در رتبه‌های نظامی ارتقا یافت. در سال ۱۷۱۳ به عنوان صدراعظم منصوب شد.

### صدراعظمی
علی پاشا در طول دوره صدراعظمی خود، به دلیل اصلاحات نظامی و اداری‌اش شناخته می‌شد. او ارتش عثمانی را تقویت کرد و تلاش کرد تا فساد را در دولت کاهش دهد. او همچنین به‌دلیل موفقیت‌های نظامی‌اش در جنگ اتریش و عثمانی (۱۷۱۶–۱۷۱۸) مورد تحسین قرار گرفت.

## مرگ
علی پاشا در ۵ اوت ۱۷۱۶ در نبرد پتروواردین درگذشت. او به‌عنوان یک رهبر نظامی و دولتمرد توانا شناخته می‌شود.